# Stemma di Raffadali
Lo stemma di Raffadali è l'emblema raffigurativo del comune italiano di Raffadali, in provincia di Agrigento, Sicilia.

## Blasonatura
Lo stemma di Raffadali è così descritto dallo statuto comunale:
- Il Comune negli atti e nel sigillo si identifica con il nome "Raffadali" e con lo stemma, così descritto: fondo bianco, con quattro sbarre di colore azzurro alternate con nove rose in posizione 1.2.3.2.1.
- Nel cimiero sorretto da cariatidi alate c’è un cavaliere armato, lancia in resta, cavalcante un cavallo bianco galoppante nelle fiamme rosse scaturenti da un monte aperto.
- Divisa "Ad astra".»

## Storia dello stemma

Stemma della famiglia Montaperto

Lo stemma comunale ha origine dal blasone della famiglia dei principi Montaperto:

Stemma del ramo siciliano della famiglia Fiorentina degli Uberti

Talvolta lo stemma della famiglia era inquartato con le armi degli Uberti:
Quella dei Montaperto è un esempio di arma parlante, cioè di stemma contenente figure, che, per il loro significato, rimandano al nome del casato: nel cimiero della famiglia spicca un cavaliere armato con l'armatura di colore argento, con la lancia in resta, e cavalcante un cavallo bianco al galoppo nel rosso delle fiamme scaturenti da una montagna aperta (il "monte aperto").

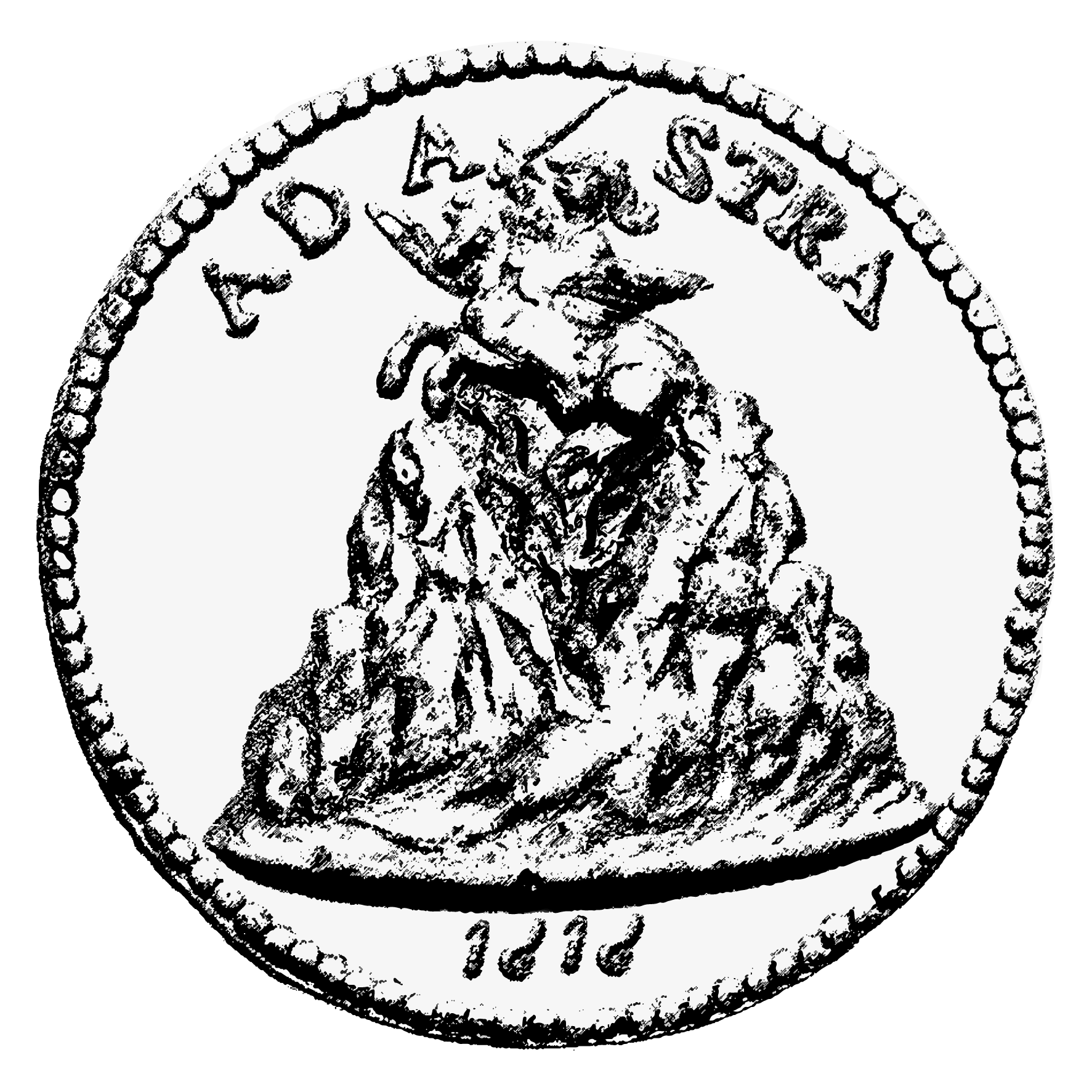
Medaglia di Elisabetta Valguarnera Niscemi di Montaperto, con il motto dei Montaperto e la figura del cavaliere che fuoriesce da una montagna di fuoco

La divisa è costituita dal motto Ad astra, motto latino che significa "verso le stelle". Il motto ebbe origine da Virgilio, che scrisse nella sua Eneide: sic itur ad astra (così si va alle stelle).
Il privilegio datato 7 ottobre 1095, con cui il Gran Conte di Sicilia Ruggero I avrebbe concesso a Giorlando Montaperto, la terra di Raffadali, e gli avrebbe attribuito il blasone con le nove rose, per aver strappato il castello di Guastanella ad una guarnigione araba, capeggiata da Alì, riporta la seguente descrizione:
Secondo il privilegio di re Guglielmo a Giacomo Montaperto, la figura nel cimiero simboleggerebbe la presa della fortezza araba di Guastanella ad opera di Giorlando Montaperto:

Stemma della famiglia Montaperto insignita del titolo principesco

Sotto il regno di Giuseppe Bonaparte fu promulgata la legge n. 263 del 1º dicembre 1806, che stabiliva che i comuni del Regno di Napoli non avrebbero potuto avere un proprio stemma, ma che avrebbero dovuto utilizzare come proprio suggello lo stemma regio contornato dal nome del comune. Ferdinando I delle Due Sicilie confermò la legge napoletana e la estese al Regno di Sicilia con tre decreti del 1816, del 1817 e del 1818. Con l'unità d'Italia una legge del 20 marzo 1865 estese alle provincie meridionali la normativa in materia amministrativa del Regno di Sardegna, tra cui specifiche disposizioni che regolavano gli stemmi comunali. Il comune di Raffadali, in osservanza della nuova normativa, adottò come proprio stemma quello della nobile famiglia Montaperto.